# Vidalasia fusca
Vidalasia fusca är en måreväxtart som först beskrevs av William Grant Craib, och fick sitt nu gällande namn av Deva D. Tirvengadum. Vidalasia fusca ingår i släktet Vidalasia och familjen måreväxter.
Artens utbredningsområde är Thailand. Inga underarter finns listade i Catalogue of Life.